# Titus Papirius Lib(…)
Titus Papirius Lib[…] war ein antiker römischer Toreut (Metallbearbeiter), der etwa gegen Ende des 1. Jahrhunderts v. Chr. beziehungsweise zu Beginn des 1. Jahrhunderts in Kampanien tätig war.
Titus Papirius ist heute nur noch aufgrund dreier Signaturstempel auf Bronzekasserollen bekannt, wobei das Cognomen nicht mehr vollständig erhalten und rekonstruierbar ist. Die Signatur lautet unter anderem lateinisch PAPIR LIB, ergänzt zu Papir() Lib(). Obwohl seine Werkstatt aufgrund stilistischer Vergleiche in Kampanien verortet werden kann, wurden die drei erhaltenen Stücke an der Peripherie des Römischen Reiches, zwei im heutigen Deutschland, eines im heutigen Tschechien, gefunden. Dabei ist nicht klar ist, ob sie durch Handel, Reise- oder Truppenbewegungen oder als Geschenke in die jeweilige Region kamen. Mit Papirius Felix gibt es aus derselben Zeit und Region einen weiteren bekannten Toreuten aus der Gens der Papirier, dessen einziges erhaltenes Stück auch in Tschechien gefunden wurde.
1. Bronzekasserolle; gefunden im Rhein in Mainz-Weisenau, Rheinland-Pfalz, Deutschland; heute im Landesmuseum Mainz.[1]
2. Bronzekasserolle; gefunden in Schwinkendorf, Landkreis Mecklenburgische Seenplatte, Mecklenburg-Vorpommern, Deutschland; heute im Archäologischen Landesmuseum Mecklenburg-Vorpommern in Schwerin.[2]
3. Bronzekasserolle; gefunden im Urnengrab Nummer 91 von Tišice bei Mělník, Region Mittelböhmen, Tschechien; heute im Nationalmuseum in Prag.[3]

## Einzelbelege
1. ↑  Inventarnummer 3.II 1904 [0,650]; Richard Petrovszky: Studien zu römischen Bronzegefäßen mit Meisterstempeln. Leidorf, Buch am Erlbach 1993, S. 286, Nr. P.03.01; CIL 13, 10027,033.
2. ↑  Inventarnummer E 1115; Richard Petrovszky: Studien zu römischen Bronzegefäßen mit Meisterstempeln. Leidorf, Buch am Erlbach 1993, S. 286, Nr. P.03.02.
3. ↑  Inventarnummern 116971–116977; Richard Petrovszky: Studien zu römischen Bronzegefäßen mit Meisterstempeln. Leidorf, Buch am Erlbach 1993, S. 286, Nr. P.03.03.

| Personendaten    | Personendaten                              |
| ---------------- | ------------------------------------------ |
| NAME             | Papirius Lib[…], Titus                     |
| ALTERNATIVNAMEN  | Lib[…], Titus Papirius                     |
| KURZBESCHREIBUNG | antiker römischer Toreut                   |
| GEBURTSDATUM     | 1. Jahrhundert v. Chr. oder 1. Jahrhundert |
| STERBEDATUM      | 1. Jahrhundert oder 2. Jahrhundert         |